# י

筆記体

י（ヨッド、ヘブライ語: יו״ד, יוֹד yod）はヘブライ文字の10番目の文字。ヘブライ数字の数価は10である。
ユッド(יוּד)とも読む。

## 音声
半母音/j/を表す。
準母音として、母音/i/、/e/、および二重母音/ai oi ui/の「i」を表すことがある。

## 起源
手（ヘブライ語: יד yad）を描いた文字に由来する。文字名称とは母音が異なるが、フェニキア語で「手」はyodと言う。